# Dosso (miasto)
Dosso – miasto w południowo-zachodnim Nigrze, na południowy wschód od Niamey, ośrodek administracyjny departamentu Dosso. W 2001 roku miasto liczyło 43 561 tys. mieszkańców.